# Hrabstwo Jerome
Hrabstwo Jerome (ang. Jerome County) – hrabstwo w stanie Idaho w Stanach Zjednoczonych. Obszar całkowity hrabstwa obejmuje powierzchnię 601,87 mil² (1558,84 km²). Według szacunków United States Census Bureau w roku 2009 miało 21 262 mieszkańców. Jego siedzibą administracyjną jest Jerome.
Hrabstwo założono 8 lutego 1919 r. Nazwa pochodzi imienia jednej z trzech osób: Jerome'a Hilla, jego wnuka Jerome'a Kuhna, albo jego zięcia, również Jerome'a Kuhna. Wszyscy oni przyczynili się do znacznego rozwoju hrabstwa.

## Miejscowości
- Eden
- Hazelton
- Jerome